# Szlávy József
Okányi és érkenézi Szlávy József (Győr, 1818. november 23. – Zsitvaújfalu, 1900. augusztus 8.), magyar arisztokrata politikus, bányamérnök, k. u. k. miniszter, koronaőr, előbb Bihar vármegye főispánja, majd az Andrássy- és Lónyay-kormányok földművelés-, ipar- és kereskedelemügyi minisztere (ideiglenesen vallás- és közoktatásügyi minisztere is), majd Lónyay Menyhért lemondását követően a Magyar Királyság miniszterelnöke 1872 és 1874 között (ezalatt ideiglenesen pénzügy és honvédelmi miniszter is). Később az Osztrák–Magyar Monarchia közös pénzügyminisztere, a dualizmuskori történelem egyedüli politikusa aki a Képviselőház és a Főrendiház elnöke is volt.

## Életpályája
Édesapja okányi Szlávy Antal (1778-1862) királyi katonatiszt, édesanyja Spirk Lujza volt. Apai nagyszülei okányi Szlávy György (1726–1801), Esterházy herceg uradalmi igazgatója, földbirtokos és Laczkovics Magdolna voltak. 
Középiskolai tanulmányait a Theresianumban végezte, majd 1844-ben bányamérnöki oklevelet szerzett Selmecbányán. 1846-1848 között Buda kamarai titkára volt. Az 1848–49-es forradalom és szabadságharcban tevékenyen részt vett, Kossuth az oravicai bányák élére nevezte ki, aminek főszerepet szánt a hadianyaggyártásban. A harcok végeztével Oravicabányán maradt, ahol a császáriak csakhamar letartóztatták, majd öt évre ítélték; ebből két évet ült le.
Szabadulása után Pozsonyban telepedett le és a politikától visszavonultan élt a Magyar Országgyűlés 1861-ik évi újbóli összehívásáig. Ennek gyors betiltása után az 1865-ik évi ismételt összehívásáig megint a közélettől visszavonultan élt. Ekkor Bihar vármegye főispánjává nevezték ki, majd a Kiegyezést követően az Andrássy-kormányban előbb Wenckheim Béla belügyminiszter mellett 1867. március 13-a és 1869. október 21-e között államtitkár volt, majd rövid kihagyást követően 1870. május 24-én kinevezték földmívelés-, ipar- és kereskedelemügyi miniszternek. Tisztségét a Lónyay-kormányban is megtartotta, ahol 1871. február 2-a és 10-e között ideiglenes vallás- és közoktatásügyi miniszter is volt. Közben, 1869. október 29-én megkapta a Szent István Rend középkeresztjét. Lónyay Menyhért lemondásával távozott a tárca éléről, hogy 1872. december 5-én megalakíthassa saját kormányát. 1874. március 21-éig volt Magyarország miniszterelnöke, ezalatt ideiglenes jelleggel 1873. december 19-e és 1874. március 21-e között pénzügyminiszter illetve 1872. december 5-e és 15-e között pedig honvédelmi miniszter is volt kormányában.
1879. április 3-án megválasztották a képviselőház elnökévé. Tisztségéről 1880. április 12-ei hatállyal mondott le, mivel négy nappal korábban, április 8-án kinevezték az Osztrák–Magyar Monarchia pénzügyminiszterévé. A Szabadelvű Pártból is kilépett. 1881. október 12-e és november 20-a között a közös külügyminiszter alkotmányos képviseletét is ellátta. Állásából 1882. június 4-én távozott, érdemeiért még aznap megkapta a Szent István Rend nagykeresztjét.
1882. november 30-án koronaőr és főrendiházi tag, 1884. június 7-én pedig a Magyar Tudományos Akadémia igazgató tagja lett. 1885. szeptember 18-án a főrendiház második alelnöki tisztséget bízták rá, majd 1888. január 12-én első alelnök lett. Vay Miklós elnök halálával 1894. szeptember 16-án a főrendiház elnökévé nevezték ki, amiről megromlott egészségi állapotára hivatkozva 1896. november 22-én lemondott.
Érdemei elismeréséül királyi méltatásban részesült. A magyar politikusok között egyedüliként volt a képviselőház, majd a felsőház elnöke is. Zsitvaújfalun érte a halál 1900. augusztus 8-án, 81 éves korában.

## Emlékezete
- Nevét viseli a Szlávy utca (1899 óta) és a Szlávy köz (1973 óta)  Budapest X. kerületében.